# Schilbe multitaeniatus
Schilbe multitaeniatus är en fiskart som först beskrevs av Pellegrin, 1913.  Schilbe multitaeniatus ingår i släktet Schilbe och familjen Schilbeidae. IUCN kategoriserar arten globalt som livskraftig. Inga underarter finns listade i Catalogue of Life.